# 1984 en France
Chronologie de la France
- 1980
- 1981
- 1982
- 1983
- 1984
- 1985
- 1986
- 1987
- 1988

Cette page présente les faits marquants de l'année 1984 en France.

## Événements

### Janvier
- 22 janvier : manifestation à Bordeaux pour la défense de l'enseignement catholique. Des manifestations régionales pour les libertés scolaires ont lieu également à Lyon (29 janvier), Rennes (18 février), Lille (24 février) et Versailles (4 mars)[1].
- 24 janvier : loi relative à l'activité et au contrôle des établissements de crédit[2].
- 26 janvier :
  - loi Savary sur l'enseignement supérieur ; elle confirme l'autonomie des universités et affirme la notion de « service public d'enseignement supérieur » Elle supprime la sélection à l'entrée de l'université[3].
  - loi portant dispositions statutaires relatives à la fonction publique territoriale[4].

### Février
- 13 février : premier passage télévisé de Jean-Marie Le Pen, leader du Front national, à L'Heure de vérité sur Antenne 2, devant trois millions de téléspectateurs[5].
- 13-24 février : grève des transporteurs routiers[4].
- 16 février : loi relative à la démocratisation du secteur public[4].
- 22 février : diffusion de Vive la crise !, émission produite par Pascale Breugnot présentée par Yves Montand et regardée  sur Antenne 2 par vingt millions de téléspectateurs[6].

### Mars
- 4 mars : manifestation de plus de 500 000 personnes à Versailles pour la défense de l'enseignement privé[7].
- 5 mars : assassinat de l'éditeur et producteur de cinéma Gérard Lebovici à Paris[8].
- 6 mars : Jean-Edern Hallier dans son pamphlet, L'Honneur perdu de François Mitterrand, révèle l’existence de Mazarine Pingeot, la fille naturelle cachée du président. L'écrivain et ses proches sont mis sur écoute par le GSPR[9].
- 16 mars :
  - le gouvernement fait connaître ses projets de réforme de l'enseignement privé[7].
  - marche des sidérurgistes lorrains sur Longwy organisée par la CGT[4].

### Avril
- 13 avril : manifestation à Paris des sidérurgistes, surtout lorrains[10].

### Mai
- 3 mai : un groupe de Loups Gris avec l'aide des services secrets turcs[11],[12],[13] procède à des attentats à la bombe contre le mémorial du génocide arménien à Alfortville, il y a 13 blessés dont 2 graves, ce sont les attentats d'Alfortville[13].
- 11-21 mai : grève à l'usine Citroën d'Aulnay-sous-Bois pour protester contre un plan de licenciements collectifs. Les grévistes qui occupent l'usine sont expulsés par les forces de l'ordre. Le conflit rebondit du 3 au 10 septembre[4].
- 14 mai : après Aulnay, la CGT occupe les usines Citroën de Nanterre et Levallois[14].
- 24 mai : l'Assemblée nationale adopte la réforme Savary sur l'enseignement privé[7]. Elle prévoit création d'un « grand service public unifié et laïque de l'éducation nationale », dit « SPULEN », pour rapprocher les établissements publics et privés. Le 22 mai, deux amendements du député socialiste André Laignel. Le premier interdit la création d'une école maternelle privée sauf s'il y a déjà une école maternelle publique dans la commune, le second subordonne le maintien des contrats liant les établissements et l'éducation nationale à la fonctionnarisation de la moitié de leurs enseignants[15].
- 30 mai : dernier jour de circulation du train TEE l'Aquitaine, qui reliait Bordeaux à Paris

### Juin

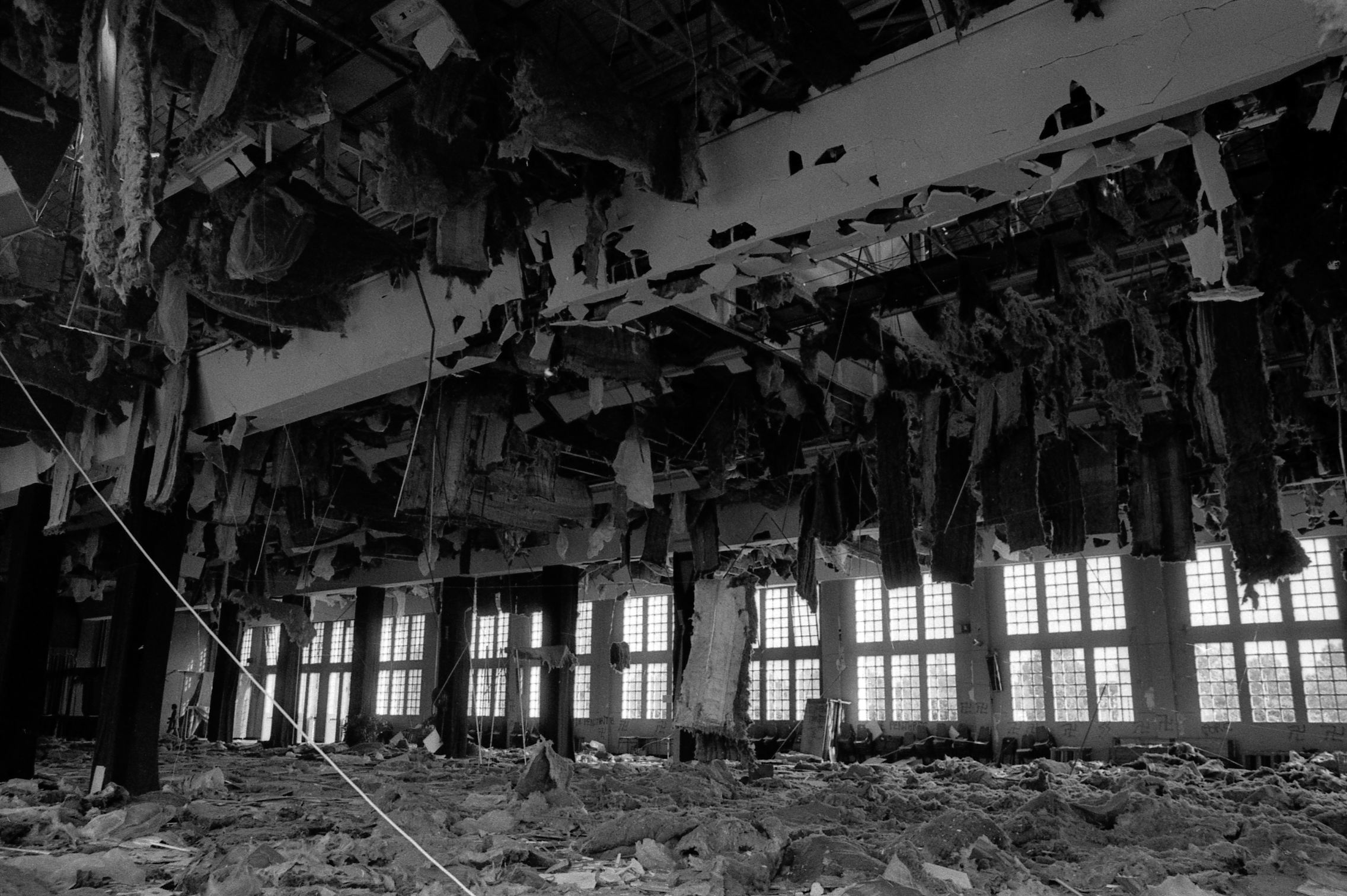
Salle Jean Mermoz (île du Ramier), complètement détruite le 4 juin 1984.

- 4 juin :  plusieurs kilos d'explosifs ravagent la salle des fêtes de la piscine municipale de Toulouse où devait se tenir le meeting de Jean-Marie Le Pen le lendemain[16].
- 14 juin : Fernand Braudel est élu à l'académie française au fauteuil d’André Chamson[17].
- 17 juin : les élections européennes marquent la percée du Front national (10 élus et 11 % des voix), et un fort recul du PCF (11,2 %)[7].
- 24 juin : manifestation à Paris contre la réforme de l'enseignement privé (un million de participants)[7].
- 27 juin :
  - la France championne d'Europe de football après sa victoire en finale contre l'Espagne au Parc des Princes[18].
  - inauguration du nouveau pont des Arts à Paris par Jacques Chirac[19].
- 28 juin : mise en règlement judiciaire du groupe industriel Creusot-Loire[20].
- 30 juin-8 octobre : Marc Chagall : Œuvres sur papier exposition au centre Pompidou à Paris[21].

### Juillet
- 12 juillet : le Président Mitterrand demande au gouvernement de retirer son projet sur l’enseignement privé[7].
- 13 juillet : inauguration du musée de la Révolution française à Vizille[22].
- 16 juillet : loi relative à l'organisation et à la promotion des activités physiques et sportives (loi Avice)[23].
- 17 juillet : 
  - démission d'Alain Savary, ministre de l'éducation nationale, puis de tout le gouvernement Mauroy[7].
  - loi sur la carte de séjour de 10 ans pour les étrangers[24].
- 18 juillet : gouvernement Laurent Fabius. Il ne comporte pas de ministres communistes[7].

19 juillet : Jacques Delors est nommé président de la Commission européenne.

### Août
- 1er août : la taxe de base des communications téléphoniques augmente de 10,5 cts et passe à 75 cts[25], troisième hausse en un an (+25 cts). Le sénateur Jean François-Poncet, se référant à l'article R.53 du code des PTT, déclare : « Le gouvernement transforme la taxe du téléphone en un impôt alors qu'elle devait être la contrepartie d'un service »[26].

- 9 août : François Dalle, dans son rapport sur l'industrie automobile commandé par Pierre Mauroy, la juge condamnée à perdre 50 000 emplois sur 240 000 d'ici cinq ans[27].
- 16 août : baisse du taux du livret A et du Codevi[28].

### Septembre
- 6 septembre : le PCF quitte la majorité[7].
- 19 septembre : présentation à la presse de la Renault Supercinq[29].
- 22 septembre : poignée de main de François Mitterrand et Helmut Kohl à Douaumont[30].

### Octobre
- 15 octobre : création de l'association SOS Racisme, présidée par Harlem Désir et Julien Dray (vice-président)[31].
- 16 octobre : meurtre de Grégory Villemin[32].
- 23 octobre : à la demande de plusieurs associations catholiques, l'affiche du film Ave Maria est interdite par ordonnance du juge des référés du tribunal de grande instance de Paris pour son caractère outrageant[33].
- Du 25 octobre au 2 février 1985, Johnny Hallyday se produit sur scène au Zénith de Paris.
- 29 octobre : création de l'Alliance générale contre le racisme et pour le respect de l'identité française et chrétienne (AGRIF)[34].

### Novembre
- 4 novembre : lancement de Canal+[18] et 1er Top 50[35].
- 11 novembre : fusillade à Châteaubriant. Un militant d'extrême droite, Frédéric Boulay, assassine à bout-portant deux ouvriers turcs et en blesse cinq autres dans café[36].
- 16 novembre : le nombre de chômeurs dépasse 2,5 millions[7].
- 18 novembre : élections territoriales néo-calédoniennes. Succès du RPCR qui remporte plus de 70% des suffrages mais avec un taux d'abstention près de 50 % dû aux violences et au boycott du FLNKS[37]. Début des de la période dite des "évènements": environ 90 morts dans l'archipel jusqu'en 1988.

### Décembre
- 1er décembre : Karim Ramdani, un jeune Algérien âgé de vingt-trois ans, est tabassé à la matraque électrique dans le commissariat d'Annonay par le commissaire Gilbert Ambrosi ; inculpé de « coups et blessures volontaires avec préméditation à l'aide d'une arme dans l'exercice de ses fonctions » en avril 1985, Ambrosi est suspendu de ses fonctions par l'IGPN[38].
- 5 décembre : tuerie de Hienghène en Nouvelle-Calédonie. Dix kanaks sont tués dans une embuscade, en représailles au meurtre de fermiers caldoches[39].
- 8 décembre : manifestation à Paris en faveur des radios parisiennes suspendues par la Haute Autorité de la communication audiovisuelle[40].
- 20 décembre : les députés communistes votent contre le budget[7].
- 21 décembre : après la CGT, les syndicats FO, CFTC et CFDT annoncent leur refus de signer l'accord sur la flexibilité de l'emploi rédigé le 16 décembre par le CNPF[4]
- 29 décembre : le parlement vote la loi de finance pour 1985. Pour la première fois depuis 10 ans, le poids des prélèvements obligatoires baisse légèrement par apport au PIB (réduction fiscale d'environ 23 milliards de francs)[41].

## Naissances en 1984
- 5 février : Younes Latifi, rappeur
- 4 mars : Juliette Armanet, auteure-compositrice-interprète.
- 5 mars : Guillaume Hoarau, footballeur français
- 6 mars : Leïla Bekhti, actrice.
- 14 avril: Coralie Simonin, responsable de rayon
- 21 juin : Élodie Varlet, actrice.
- 23 juin : Sébastien Grax, joueur de football
- 21 août : Alizée, chanteuse
- 20 septembre : Brian Joubert, patineur
- 19 octobre : Jérémy Chatelain, chanteur
- 22 novembre : Alexandra Gonzalez, aide-soignante
- 25 novembre : Gaspard Ulliel, acteur († 19 janvier 2022)
- 30 novembre : Mustapha El Atrassi, humoriste
- 2 décembre : Candice Pascal, danseuse

## Décès en 1984
- 7 janvier : Alfred Kastler, 81 ans, physicien (° 3 mai 1902).
- 7 février : François de Bourbon, duc de Bourbon, frère aîné du prince Louis de Bourbon, actuel prétendant au trône de France.
- 5 mars :  
  - Gérard Lebovici, 51 ans, producteur de cinéma et éditeur (° 25 août 1932).
  - Pierre Cochereau, 59 ans, organiste  (° 9 juillet 1924).
- 13 mars : François Le Lionnais, mathématicien.
- 9 avril :
  - Jean-Pierre Kérien, comédien
  - Paul-Pierre Philippe, cardinal français de la curie romaine (° 16 avril 1905).
- 26 juin : Michel Foucault, philosophe.
- 31 juillet : Paul Le Flem, compositeur français, (°1881).
- 23 septembre : Henri Carol, chanoine, organiste et compositeur.
- 24 septembre : Pierre Emmanuel, écrivain, 68 ans
- 16 octobre : Grégory Villemin, 4 ans, enfant de Lépanges-sur-Vologne retrouvé mort noyé dans la Vologne.
- 19 octobre :  Henri Michaux, peintre et poète français d'origine belge.
- 21 octobre : François Truffaut, cinéaste.
- 25 octobre : Pascale Ogier, actrice française.